# Rurópolis
Rurópolis este un oraș în Pará (PA), Brazilia.